# Ellinor (Vorname)
Ellinor ist ein überwiegend weiblicher Vorname.

## Herkunft und Bedeutung
Bei Ellinor handelt es sich um die schwedische, norwegische und dänische Form von Eleanor.
Gelegentlich kommt der Name auch als männliche Namensvariante vor.

## Verbreitung
Im Jahr 2022 trugen in Schweden 13064 Frauen den Namen Ellinor, bei 6020 davon handelt es sich um den Rufnamen. Ihr Durchschnittsalter beträgt 31,2 Jahre. Außerdem tragen zwei Männer diesen Vornamen. Auch in Finnland ist der Name vor allem seit den 1980er Jahren beliebt. Zwischen dem 1. Januar 2020 und dem 15. August 2022 wurden 19 Mädchen mit diesem Vornamen geboren. In Dänemark steigt die Popularität des Namens seit 2010 stark an. Im Jahr 2020 wurden 91 Mädchen mit Namen Ellinor geboren, im Jahr 2021 waren es 81. Auch in Norwegen nimmt die Beliebtheit des Namens vor allem seit den späten 2000er Jahren rapide zu. Zuletzt wurden 0,7 % der neugeborenen Mädchen Ellinor genannt (Stand 2021).
In Deutschland ist Ellinor ein seltener Vorname. Zwischen 2010 und 2020 wurden er nur etwa 200 Mal vergeben.

## Varianten
Kurzformen von Ellinor sind Ella und Nora.
Für weitere Varianten: siehe Eleonore#Varianten

## Bekannte Namensträgerinnen
- Ellinor Holland (1928–2010), deutsche Journalistin, Verlegerin und Herausgeberin
- Ellinor Jensen (1929–2023), deutsche Theater- und Filmschauspielerin
- Ellinor Michel (1939–2007), deutsche Malerin und Grafikerin
- Ellinor von Puttkamer (1910–1999), deutsche Diplomatin und Historikerin
- Ellinor Symmangk (1931–2004), deutsche Industrie-Designerin und Porzellankünstlerin
- Ellinor Vogel (1913–1965), deutsche Schauspielerin
- Ellinor Widh (* 1990), schwedische Badmintonspielerin
- Ellinor Wohlfeil (1925–2022), Autorin „halbjüdischer“ Herkunft